# Prioniodus
Genre
Prioniodus est un genre éteint de conodontes. 

## Espèces
- †Prioniodus altodus Harlton, 1933
- †Prioniodus cacti Gunnell, 1933
- †Prioniodus dactylodus Gunnell, 1933
- †Prioniodus elegans Miller, 1889 (type)
- †Prioniodus galesburgensis Gunnell, 1933